# Хуан Лареа
Хуан Лареа (на испански: Juan Larrea) е испански поет и есеист.
Роден е на 13 март 1895 година в Билбао в заможно семейство. Завършва Саламанкския университет, след което работи в Националния исторически архив и започва да пише поезия. През 1926 година заминава за Париж, където издава със Сесар Вайехо френскоезично литературно списание. След края на Испанската гражданска война заминава за Мексико, през 1949 година – за Ню Йорк, а през 1956 година се установява в Аржентина, където преподава в Кордобския университет.
Хуан Лареа умира на 9 юли 1980 година в Кордоба.